# Lasiodora parahybana
Lasiodora parahybana là một loài nhện trong họ Theraphosidae.

## Ảnh

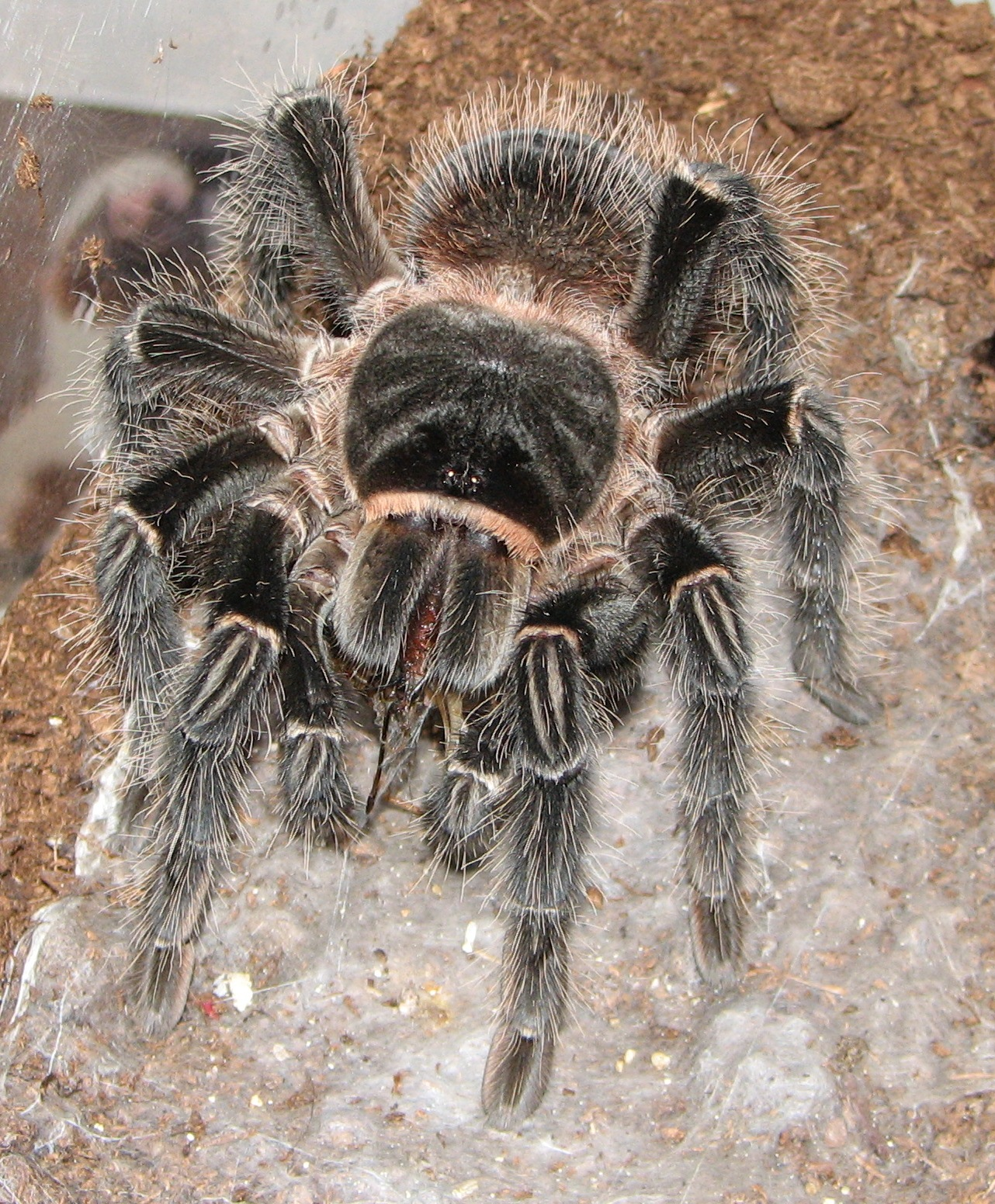
Juveniele L. parahybana tijdens het eten van krekels.
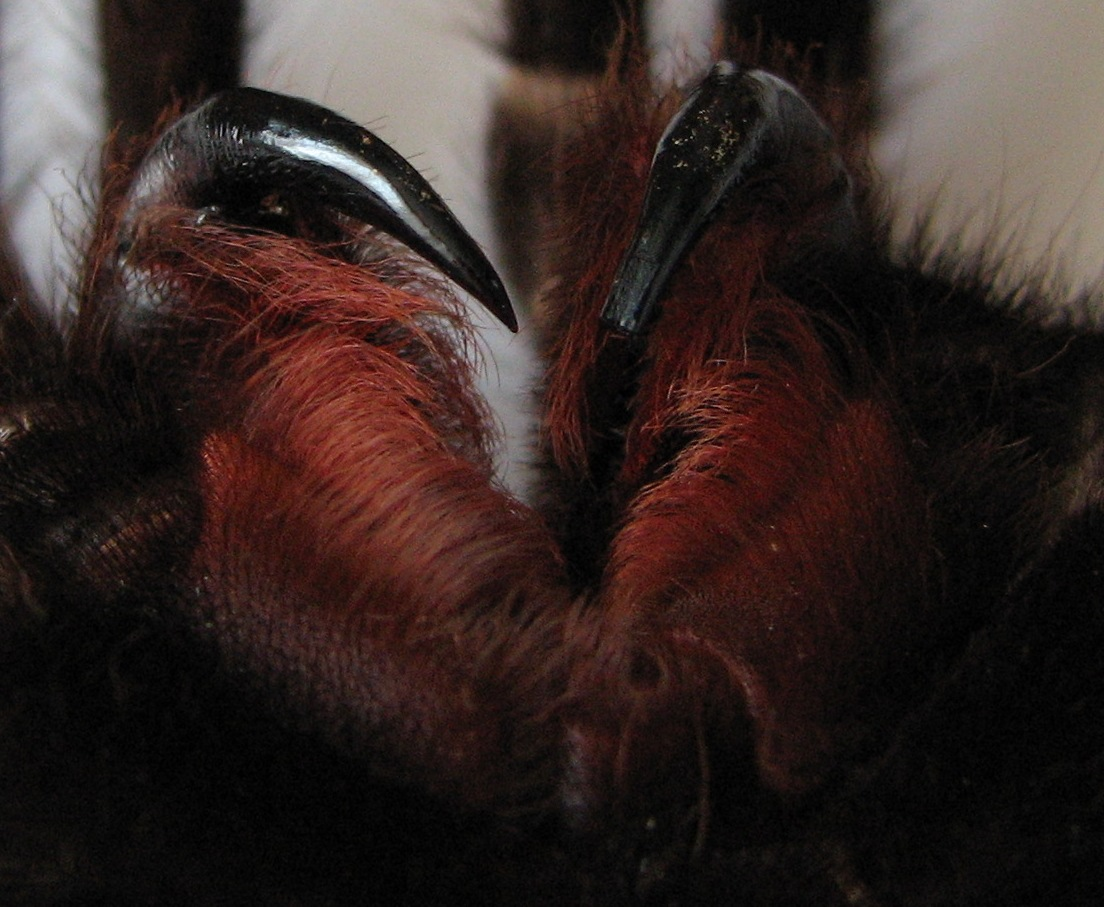
Close-up van de cheliceren (gifkaken) van L. parahybana.
Vervellingshuid van een volwassen L. parahybana.Vervellingshuid van een volwassen L. parahybana.